# Nantosuelta Vallis
La Nantosuelta Vallis è una struttura geologica della superficie di Venere.